# Otto IV. (Ravensberg)
Otto IV. (* um 1276; † 1328) war 1306–1328 Graf von Ravensberg.
Otto wurde als fünftes Kind von Graf Otto III. und dessen Ehefrau Hedwig zur Lippe (* um 1238; † 5. März 1315), Tochter von Bernhard III. zur Lippe geboren. Er ging in den geistlichen Stand und wurde 1293 Domherr zu Osnabrück und am 24. Oktober 1301 Domherr zu Münster. Nach dem Tode seines Vaters am 23. März 1305 ging er in den weltlichen Stand zurück.

## Ehe und Nachkommen
Otto IV. war ab 1313 mit Margaretha von Berg verheiratet. Aus dieser Ehe gingen zwei Töchter hervor:
- Hedwig von Ravensberg, urkundlich 1315, († 5. Dezember 1336); ⚭ (vor 7. April 1328) Herzog Wilhelm II. von Braunschweig-Lüneburg
- Margarete von Ravensberg-Berg (* um 1320; † 13. Februar 1389); ⚭ (1338) Gerhard I. (VII.) von Jülich-Berg († 18. Mai 1360).

Nach Ottos Tod stiftete seine Witwe am 7. April 1388 eine Memorie in der Stiftskirche zu Bielefeld, wo er auch begraben liegt.